# Michelle McManus
Michelle McManus (* 8. Mai 1980 in Glasgow, Schottland) ist eine schottische Sängerin, Kolumnistin, Radiomoderatorin und Fernsehmoderatorin.

## Leben und Wirken
Sie startete ihre Karriere 2003 als Gewinnerin von Pop Idol, der Casting-Show des britischen Fernsehsenders ITV. Vor ihrem Durchbruch arbeitete Michelle als Eventmanagerin in einem Hotel in Glasgow. Bei ihrem Auftritt im Pop Idol-Finale am 20. Dezember 2003 vor geschätzten 15 Millionen Fernsehzuschauern konnte sie im Televoting 10,26 Millionen Stimmen für sich verbuchen.
Der Erfolg kam umso überraschender, als die britische Presse ihr vor Beginn des Wettbewerbs angesichts ihrer Leibesfülle keine Chancen eingeräumt hatte.
Ihre Debütsingle All this time erreichte am 17. Januar 2004 die Spitze der britischen Charts. Das Album The Meaning Of Love wurde mit einer Goldenen Schallplatte ausgezeichnet.
2004 trennte sich McManus von ihrem Plattenlabel. Auf einem Label, das sie anschließend selbst gründete, veröffentlichte sie 2007 ein neues Album, legte dann aber bis 2012 eine musikalische Pause ein.

## Aktuelle Tätigkeit
Im Oktober 2024 übernahm McManus eine neue Radiosendung auf BBC Radio Scotland, die sich auf "Feel-Good-Musik" und Promi-Interviews konzentriert. Zudem moderiert sie die Fernsehsendung The Entertainment Mix auf BBC Scotland.
Ende Mai 2025 sang sie während eines Robbie Williams - Konzerts auf dessen Einladung hin Relight my Fire im Duett mit dem Sänger vor 70.000 Zuschauern im Murrayfield Stadium in Edinburgh.